# Cessna 172
Le Cessna 172 Skyhawk est un avion de tourisme monomoteur à quatre places, construit par la société Cessna depuis 1955. C'est l'avion le plus populaire au monde par le nombre d'exemplaires produits, plus de 44 000 en 2017 et plus de 45 000 en 2023.

## Développement
Le modèle 172 est le descendant direct du modèle 170. À la différence de son aîné, qui avait un train d'atterrissage classique, le modèle 172 dispose d'un train tricycle. En 1955, Cessna fait voler une version améliorée de 170C, dotée d'un moteur Continental O-300-A ainsi que d'ailerons plus grands et d'une dérive redessinée. Cette version modifiée fut certifiée, puis Cessna décida de doter l'avion d'un train d'atterrissage tricycle. L'avion revole le 12 juin 1955. Afin d'économiser du temps et de l'argent sur la certification, il est d'abord décidé que cette variante soit ajoutée à la famille des 170, sous le nom de Model 172. Ce n'est que plus tard que le 172 disposera de sa propre certification, le numéro 3A12. Le premier modèle fut certifié en novembre 1955 et sortit des chaînes de montage la même année. L'avion connait un véritable succès commercial, se vendant à 1 400 exemplaires sur la seule année 1956.
Les premiers 172, jusqu'au modèle C, sont similaires en apparence au 170, hormis le train d'atterrissage tricycle. C'est à partir du 172D que l'esthétique de l'avion est revisitée, et qui restera très proche du modèle actuel, le 172S, avec un fuselage arrière rabaissé pour laisser place à une vitre arrière.
Cessna arrêta la production au milieu des années 1980, puis la reprit en 1996, avec un modèle de 160 chevaux, le 172R Skyhawk, puis un modèle de 180 chevaux, le 172S Skyhawk SP. Appelé « 172 » jusqu'à l'arrêt de sa production, les nouveaux modèles (construits après 1996) portent désormais le nom de « Skyhawk », le « 172 » ne servant plus qu'à déterminer la génération de l'appareil (172R ou 172S). La firme produisit également un 172 à train escamotable, le Cutlass RG (pour Retractable Gear : train rétractable), et un 172 muni de flotteurs.

## Histoire opérationnelle
Depuis sa création, plus de 45 000 Cessna Skyhawk ont été livrés en date de 2023, ce qui en fait l'avion le plus produit au monde. La version militaire d'entraînement est le Cessna T-41 Mescalero.
Au 17 mars 2018, les registres de la FAA indiquent que 21 171 exemplaires sont en activité aux États-Unis.
Un avion piloté par Robert Timm et John Cook détient le record de durée de vol dans la catégorie du plus long vol sans atterrissage, avec 64 jours 22 heures 19 minutes et 5 secondes de vol continu, entre le 4 décembre 1958 et le 7 février 1959. Les ravitaillements furent effectués par transfert à partir d'un camion en mouvement, depuis l'aéroport international McCarran de Las Vegas (Nevada).
C'est avec un Cessna 172 que Mathias Rust s'est posé sur la place Rouge de Moscou le 27 mai 1987.

## Variantes

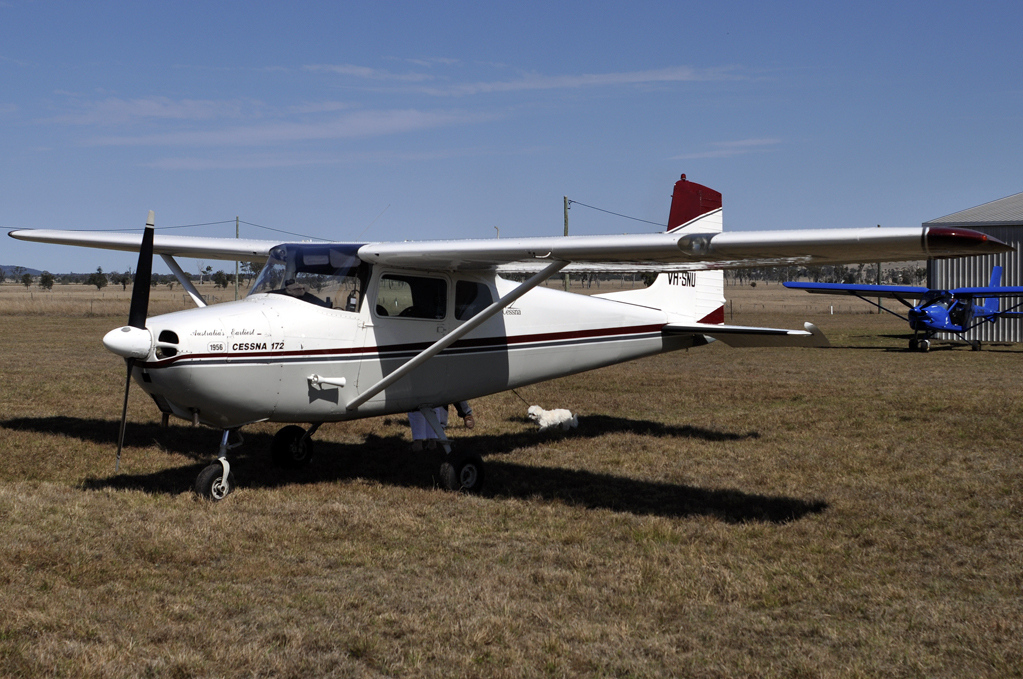
Première variante du 172, construit en 1956

### 172
Le premier 172 a été lancé en 1955 comme modèle 1956, produit jusqu'à être remplacé par le 172A au début des années 1960. Il était équipé d'un moteur 6 cylindres Continental O-300 (en) de 145 ch, refroidi par air. Sa masse maximale était de 998 kg. Son prix était de 8 995 $ et il fut produit à 4 195 exemplaires.

### 172A
Le modèle de 1960 baptisé 172A. La forme de la dérive fut modifiée. Il fut fabriqué à 1 015 exemplaires et son prix était de 9 450 $.

### 172B
Présenté fin 1960 comme modèle 1961. Il dispose d'un train d'atterrissage plus court, un bâti moteur rallongé de 76 mm (3 pouces), des prises d'air redessinées et d'une casserole d'hélice pointue. C'est aussi l'apparition du nom « Skyhawk », appliqué à une version avec certaines options. Celles-ci incluent une nouvelle peinture et une modification de l'avionique. La masse maximale est augmentée jusqu'à 1 021 kg.

### 172C
Nom donné au modèle de 1962. Un pilote automatique est ajouté en option, ainsi qu'une commande des magnétos par clé. Les sièges sont modifiés et sont maintenant ajustables sur six positions. Des sièges pour enfants sont disponibles en option pour être ajoutés à la place du coffre à bagages. Cette variante a été fabriquée à 889 exemplaires au prix de 9 895 $.

### 172D

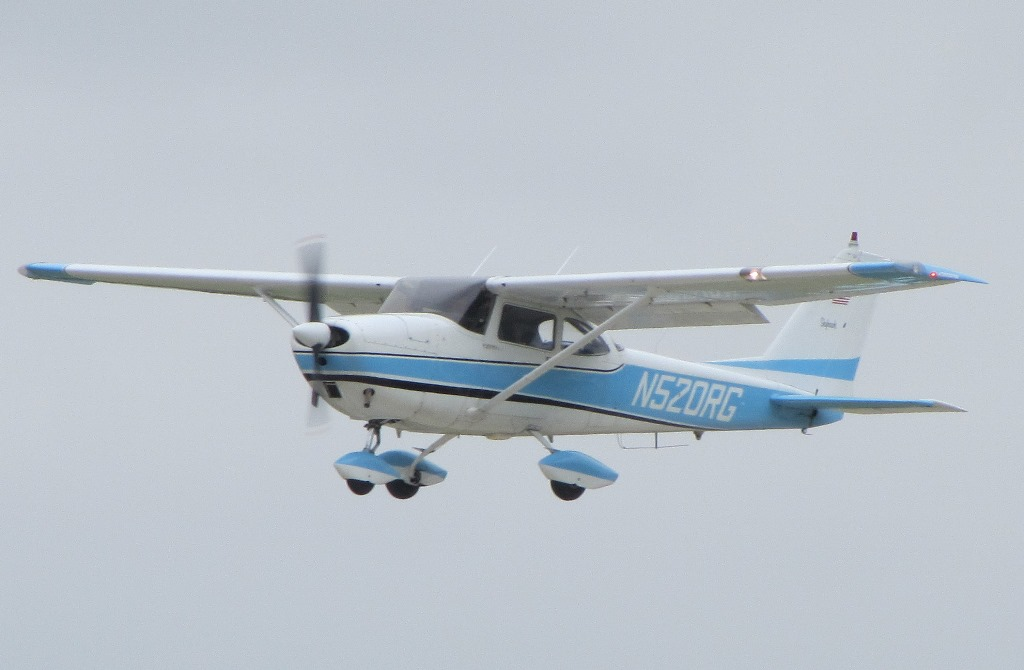
Cessna 172D de 1963.

C'est avec ce modèle de 1963 que le fuselage arrière « abaissé » fait son apparition, ainsi que la verrière arrière appelée « Omni-Vision ». La verrière avant est maintenant en une pièce. La masse maximale passe à 1 043 kg. De nouveaux palonniers sont installés. 1 146 furent construits.
C'est aussi en 1963 qu’apparaît le 172D Powermatic. Equipé d'un Continental GO-300E (en) développant 175 ch, pour une vitesse de croisière 18 km/h plus rapide que le 172D. Ce modèle n'est pas nouveau en réalité, mais seulement un Cessna 175 Skylark (en) renommé pour sa dernière version. Ce dernier avait pour réputation une faible fiabilité au niveau du moteur. Cette action marketing fut un échec et la production s’arrêta à partir de cette année.

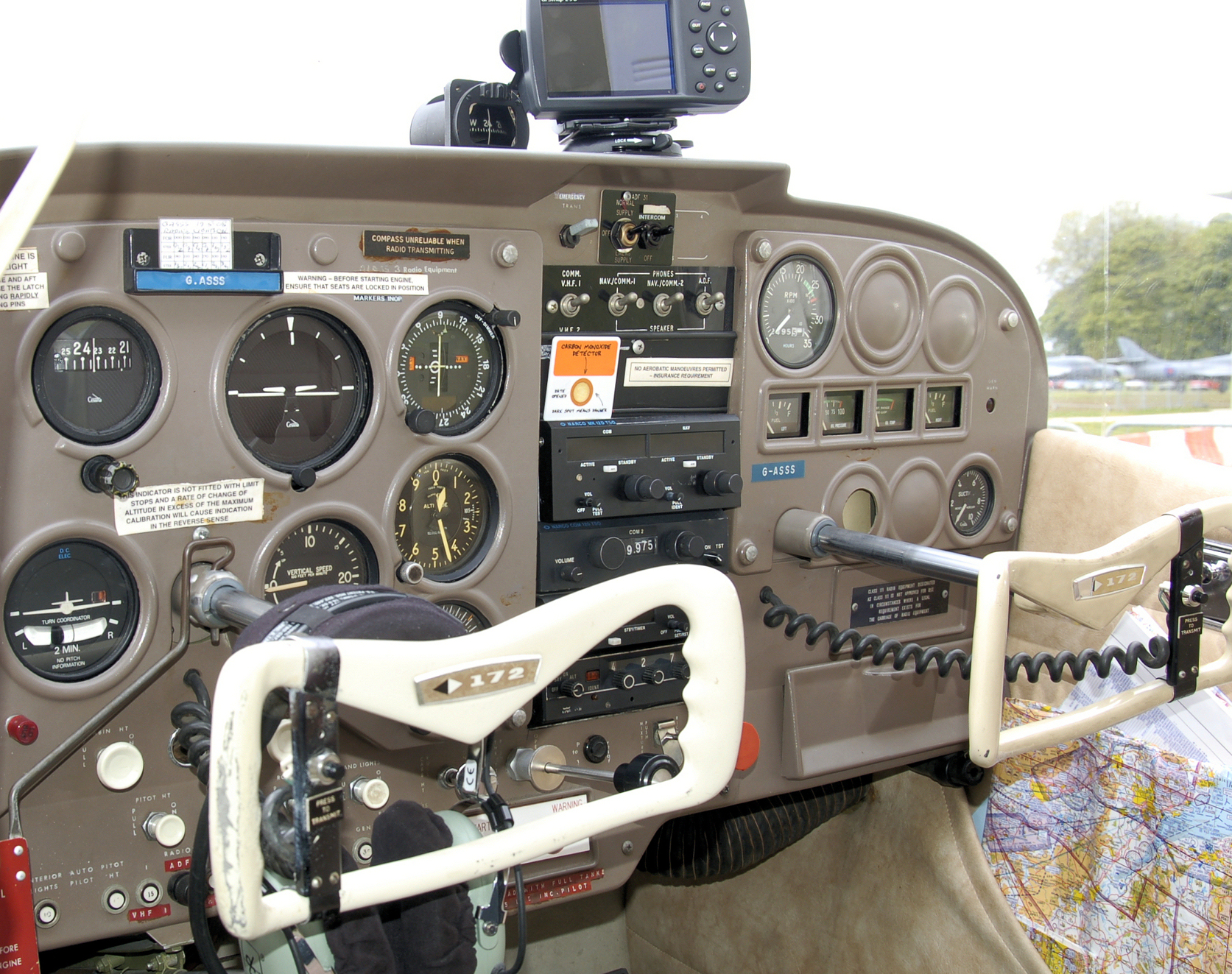
Cockpit de Cessna 172E de 1964.

### 172E
Modèle 1964. Les fusibles sont remplacés par des disjoncteurs. Le tableau de bord est redessiné. 1401 furent produits cette année.

### 172F

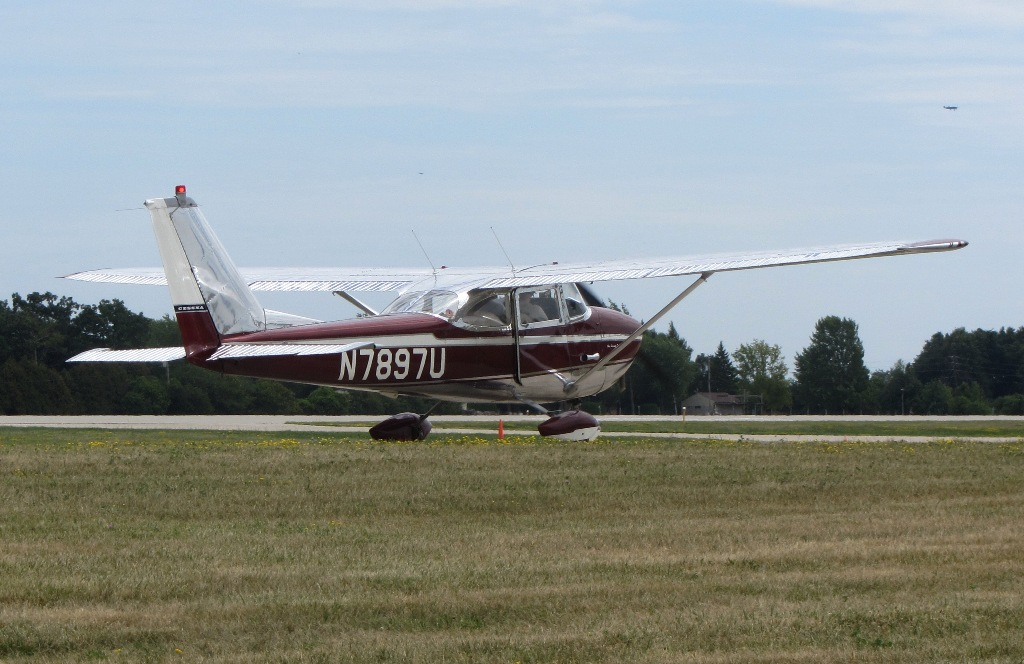
Cessna 172F

Modèle de 1965 introduisant les volets à commande électrique. Un total de 1 436 exemplaires furent produits. Une version française fut construite par Reims Aviation jusqu'en 1971, nommée F172.
C'est le 172F qui fut utilisé par l'US Air Force comme avion d'entraînement jusque dans les années 1970, sous le nom de Cessna T-41 Mescalero.

### 172G

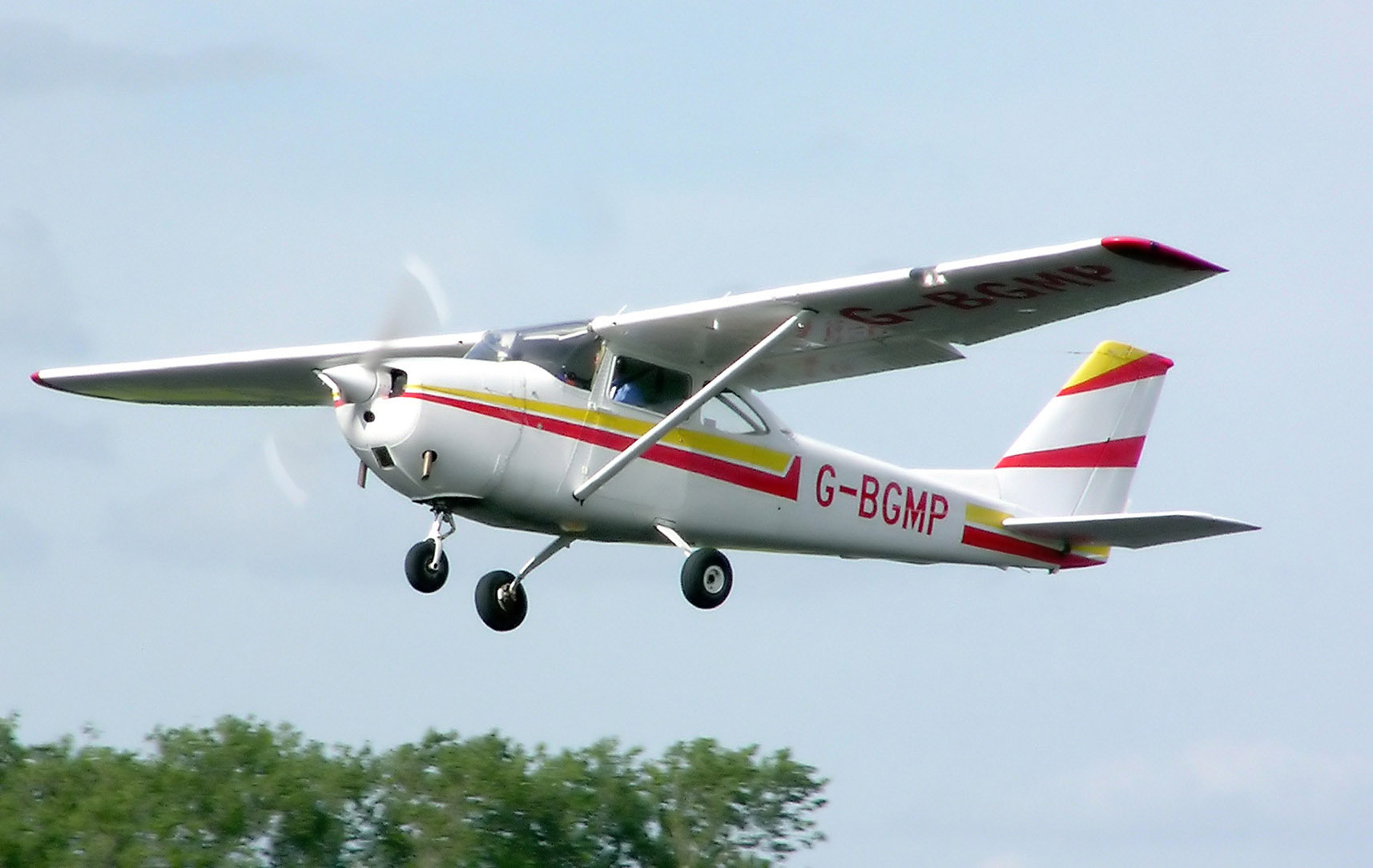
Cessna 172G

Modèle de 1966, il est doté d'une casserole d'hélice encore plus pointue. Vendu au prix de 12 450 $ dans sa version basique et 13 300 $ pour la version Skyhawk. 1 597 exemplaires furent livrés.

### 172H
Dans cette version de 1967, le train d'atterrissage avant est raccourci afin de réduire la traînée et d'améliorer l'apparence de l'avion en vol. Un nouveau capot moteur est dessiné. L'avertisseur de décrochage électrique est remplacé par un pneumatique. Vendu pour 10 950 $ et 12 750 $ pour la version Skyhawk, il fut produit à 839 exemplaires.

### 172I

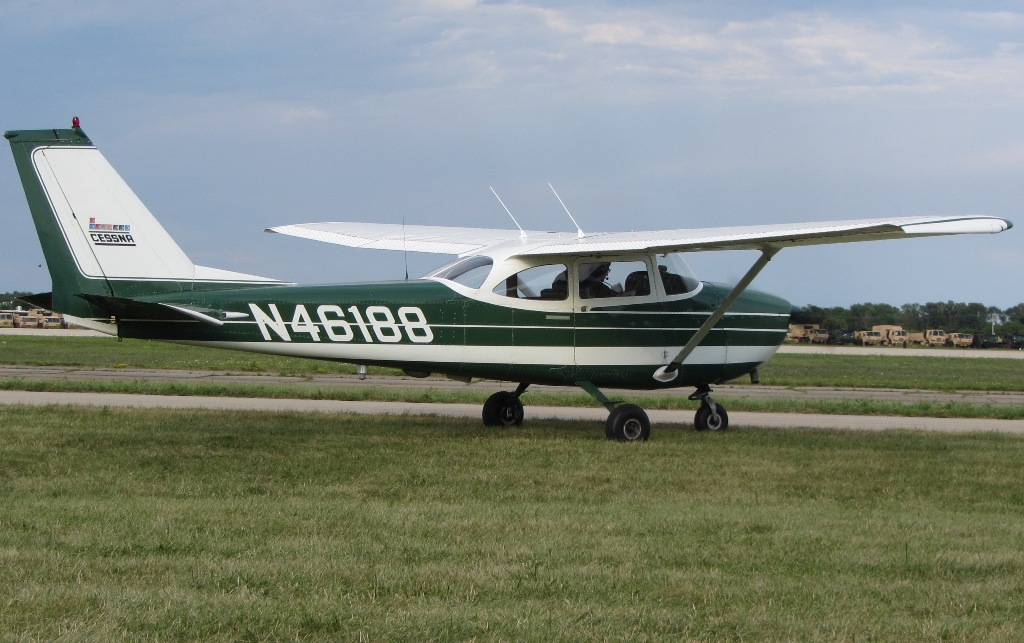
Cessna 172I.

Ce modèle de 1968 est le premier 172 propulsé par un moteur Lycoming. Il fut présenté équipé d'un Lycoming O-320-E2D de 150 ch, 5 ch de plus que le Continental équipant les variantes précédentes. La vitesse de croisière est augmentée ainsi à 211 km/h, alors que le taux de montée reste à 197 m/min.
C'est la première fois que les instruments sont ordonnés selon l'arrangement « en T » sur le tableau de bord.

### 172J
Pour cette variante, Cessna comptait changer la configuration de la gouverne de profondeur au profit d'une gouverne monobloc (toute la gouverne mobile). Pris par le temps, la modification ne fut pas apportée. Aussi, cette solution était considérée comme rendant l'utilisation de l'avion plus compliquée, qui plus est en tant qu'avion d'entraînement. La configuration originale fut gardée, alors que la gouverne cantilever fut installée sur un nouveau modèle, le Cessna 177.

### 172K

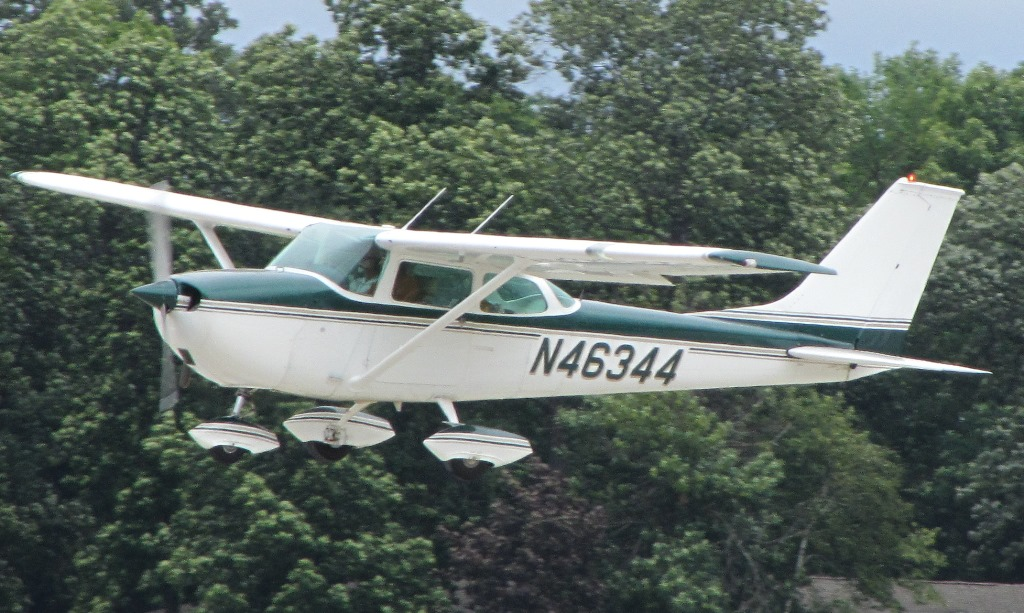
Cessna 172K.

Sur ce modèle de 1969, les vitres arrière ont été redessinées et agrandies, ainsi que la dérive. Des réservoirs de 197 litres sont proposés en option. Il était vendu 12 500 $ et 13 995 $ pour la version Skyhawk. 1 170 exemplaires furent produits.
Le modèle 1970 fut aussi appelé 172K. Les saumons d'aile sont modifiés, ils sont maintenant en fibre de verre, avec une forme orientée vers le bas. Des sièges intégralement réglables sont aussi installés. 759 exemplaires seront construits.

### 172L

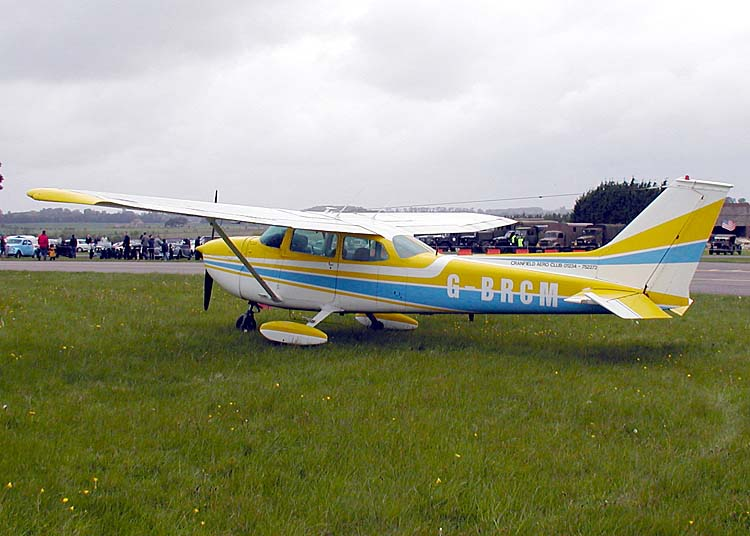
Cessna 172L

Vendu en 1971 et 1972, ce modèle comporte des jambes de train d'atterrissage modifiées, avec une distance entre les roues augmentée de 30 cm. Ce modèle était vendu 13 425 $ et 14 995 $ pour la version Skyhawk. 827 furent produits en 1971 et 984 en 1972.

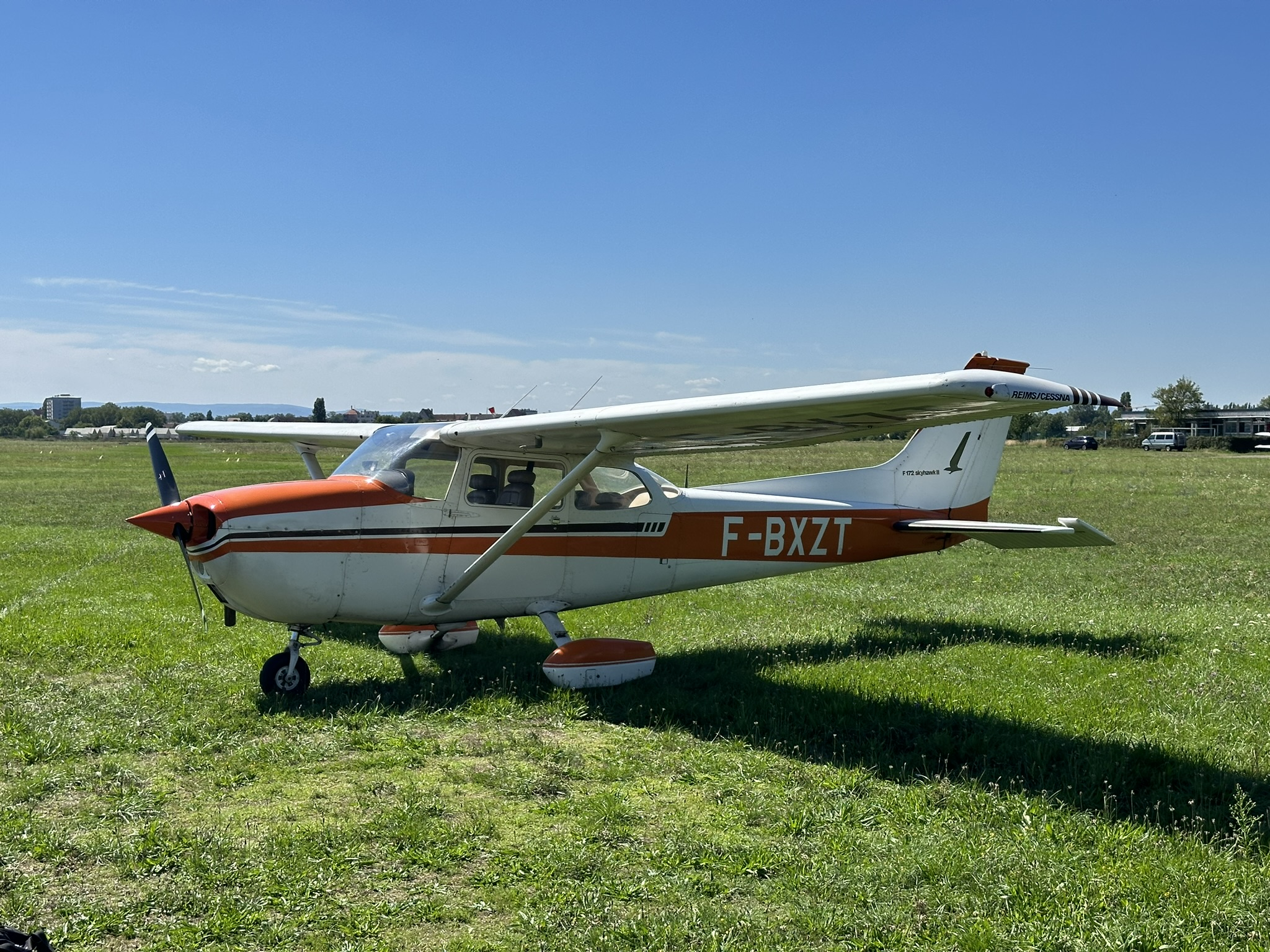
Cessna 172M Skyhawk II

### 172M

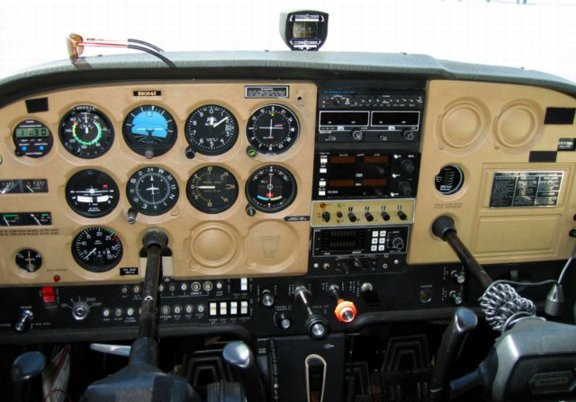
Cockpit du 172M.

Cette variante fut produite de 1973 à 1976. Le changement le plus important est une modification de la forme du bord d'attaque afin d'améliorer le comportement de l'avion à faible vitesse. Cette innovation est présentée sous le nom commercial de « camber-lift wing ».
Le modèle de 1974 est le premier à offrir le kit d'option « II » qui offre des équipements incluant une radio/nav supplémentaire, un ADF et un transpondeur. La taille du coffre est augmentée, et des feux d'atterrissage sur le train d'atterrissage avant sont disponibles en option.
En 1975, l'avion se vendait pour 16 055 $, 17 890 $ pour le Skyhawk et 20 335 $ pour le Skyhawk II.
C'est à partir de 1976 que Cessna utilise la dénomination Skyhawk pour tous ses 172. Le tableau de bord du modèle de 1976 est prévu pour accueillir plus d'instruments. Les instruments moteur sont déplacés vers la gauche. Au total, 7306 172M seront produits sur 4 ans.

### 172N
Appelé aussi Skyhawk N par Cessna, il fut lancé en 1977. Il est propulsé par un moteur Lycoming O-320-H2AD de 160 ch. C'est le premier moteur sur cet avion à utiliser de l'essence avec un indice d'octane de 100 (contre 80/87 pour les précédents). Un compensateur est proposé en option sur la gouverne de direction. Son prix était de 22 300 $ et 29 950 $ pour la version « II ».
En 1978, le système électrique de 14 volts est remplacé par un système 28 volts. Un pack d'air conditionné est proposé en option.
Le modèle de 1979 se voit doté de volets à la vitesse d'extension augmentée à 213 km/h. Des réservoirs de 250 litres sont proposés en option.
La variante "N" resta en production jusqu'en 1980.

### 172P
À la suite de problèmes avec le moteur équipant la version « N », ce modèle se voit doté d'un moteur Lycoming O-320-D2J qui est une grande amélioration. L'extension maximale des volets est réduite de 40 à 30°. La masse maximale augmente pour atteindre 1 089 kg. Des réservoirs de 235 L sont proposés en option. Le prix de l'appareil était de 33 950 $, 37 810 $ pour la version « II » et 42 460 $ pour la version équipée du Nav/Pac.
En 1982, la position des phares d'atterrissage est modifiée, passant du nez à l'aile. En 1983, des améliorations ont lieu pour réduire les nuisances sonores dans le cockpit.
En 1984, seuls 195 sont construits, puis la production s'arrête en 1986 et aucun 172 n'est construit pendant 11 ans.

### 172Q Cutlass
Présenté en 1983, c'est un 172P équipé d'un Lycoming O-360-A4N de 180 ch. Sa masse maximale est de 1 157 kg et sa vitesse de croisière est de 226 km/h, contre 222 km/h pour le 172P avec 20 ch de moins. Sa production s'arrête en 1986, en même temps que les 172P.

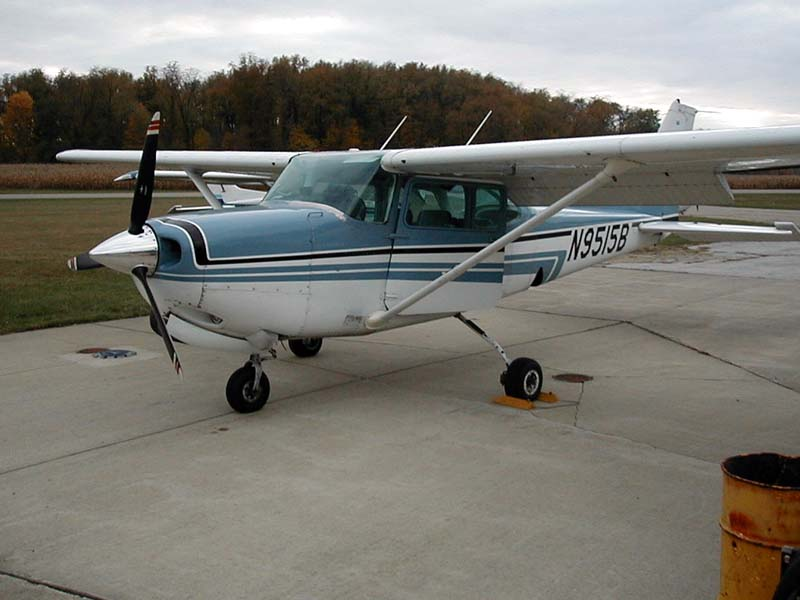
Cessna 172RG

### 172R
Présenté en 1996, le Skyhawk R est propulsé par un Lycoming IO-360-L2A développant 160 ch. C'est le premier 172 doté d'un moteur à injection. Sa masse maximale est de 1 111 kg. Cette variante inclut beaucoup d'améliorations : une nouvelle finition intérieure, un nouveau système de ventilation, une intercom quatre points de série, de nouvelles ceintures de sécurité, des sièges avec ajustement vertical, d'inclinaison, et horizontal.

### 172S
Le 172S fut présenté en 1998 et est propulsé par un Lycoming IO-360-L2A de 180 ch dont le régime maximum a été augmenté à 2 700 tr/min contre les 2 400 tr/min sur le 172R, lui procurant ainsi 20 ch de plus que ce dernier. Le résultat est une masse maximale augmentée à 1 157 kg. Il est aussi connu sous la dénomination commerciale « 172SP ». C'est la variante de 172 encore en production aujourd'hui, équipé dernièrement d'une avionique Garmin 1000.

## Caractéristiques
Comme le Cessna 170, le 172 possède une architecture à ailes hautes et une structure en aluminium. Le Cessna Skyhawk est un avion stable et facile à piloter, constituant ainsi une très bonne plateforme pour la photographie aérienne, de même qu'une base d'apprentissage saine pour un jeune pilote amateur.[Interprétation personnelle ?]
De 1955 à 1967, le Cessna Skyhawk fut équipé d'un moteur Continental 0-300 à six cylindres. Puis à partir de 1968, il fut pourvu d'un moteur Lycoming 0-320 à quatre cylindres. Le moteur actuel est un Textron Lycoming IO-360-L2A. Les vitesses de croisière varient de 194 à 232 km/h en fonction de la motorisation.
Depuis 2007, le constructeur vend son appareil équipé d'un glass-cockpit Garmin G1000, de série sur toute la gamme monomoteur (hors Cessna 162 SkyCatcher équipé, lui, d'un Garmin G300).

### Caractéristiques du 172S

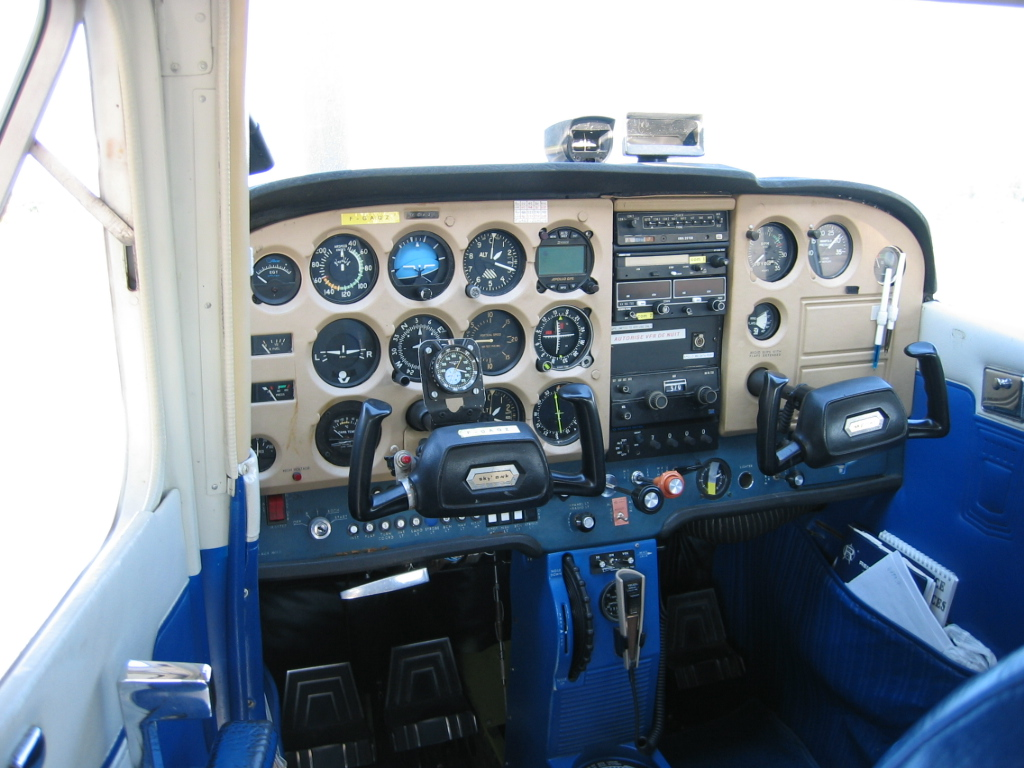
Tableau de bord d'un Cessna 172.

Données de Cessna
Caractéristiques générales
- Équipage : 1
- Capacité : 3
- Longueur : 8,28 m
- Envergure : 11 m
- Hauteur : 2,72 m
- Surface alaire : 16,2 m2
- Profil : NACA 2412
- Masse à vide : 744 kg
- Charge utile : 415 kg
- Masse maximale au décollage : 1 157 kg
- Moteur : 1   4-cylindres à plat Lycoming IO-360-L2A de 180 ch à 2 700 tr/min
- Hélices : McCauley 2 pales en métal à pas fixe

 Performances 
- Vitesse à ne jamais dépasser : 302 km/h
- Vitesse maximale : 233 km/h
- Vitesse de croisière : 226 km/h
- Vitesse de décrochage : 87 km/h
- Distance franchissable : 959 km  à 75 % de la puissance et 2 590 m
- Plafond : 4 250 m
- Vitesse ascensionnelle : 3,7 m/s

## Opérateurs

### Opérateurs militaires
La variante militaire du 172, le T-41 Mescalero, fut utilisée comme avion d'entraînement dans l'US Air Force et l'US Army. Des 172 sont utilisés par l'United States Border Patrol afin de surveiller la frontière avec le Mexique.
Le Corps aérien irlandais utilise la version du 172 fabriqué par Reims Aviation pour de la surveillance aérienne ainsi que de l'entraînement.
Pour les opérateurs du T-41 Mescalero, voir Cessna T-41 Mescalero.
 Autriche
- Force aérienne autrichienne 1x 172

 Bolivie
- Force aérienne bolivienne 3x 172K

 Chili
- Armée de terre chilienne 18x R172K (retirés du service)

 Équateur
- Force aérienne équatorienne 8x 172F
- Armée de terre équatorienne 1x 172G

 Guatemala
- Force aérienne guatémaltèque 6x 172K

 Honduras
- Force aérienne hondurienne 3x 172

 Irak
- Force aérienne irakienne

 Irlande
- Corps aérien irlandais 8x FR172H, 1x FR172K (5 FR172H sont encore en service en 2014)

 Liberia
- Forces armées du Liberia 2x 172

 Madagascar
- Armée de l'air de Madagascar 4x 172M

 Pakistan
- Forces aériennes pakistanaises 4x 172N

 Philippines
- Marine philippine 1x 172F, 1x 172N

 Arabie saoudite
- Force aérienne royale saoudienne 8x F172G, 4x F172H, 4x F172M

 Singapour
- Force aérienne de la république de Singapour 8x 172K (livrés en 1969, retirés du service en 1972)

 Suriname
- Force aérienne surinamienne 1x 172

## Crashes et incidents
- Le 31 août 1969, le boxeur Rocky Marciano meurt alors qu'il était passager à bord d'un Cessna 172.
- Le 25 septembre 1978, une collision entre un Cessna 172 et un Boeing 727-200 de la Pacific Southwest Airlines fait 135 victimes sur l'aéroport de San Diego.
- Le 28 mai 1987, le pilote allemand Mathias Rust pose un Cessna 172 sur la Place Rouge à Moscou.
- Le 11 novembre 2021, Glen de Vries, co-CEO de la société Medidata Solutions et membre du second équipage à avoir volé dans une capsule Blue Origin, s'écrase à bord d'un Cessna 172 près de Hampton Township.

## Galerie d'images

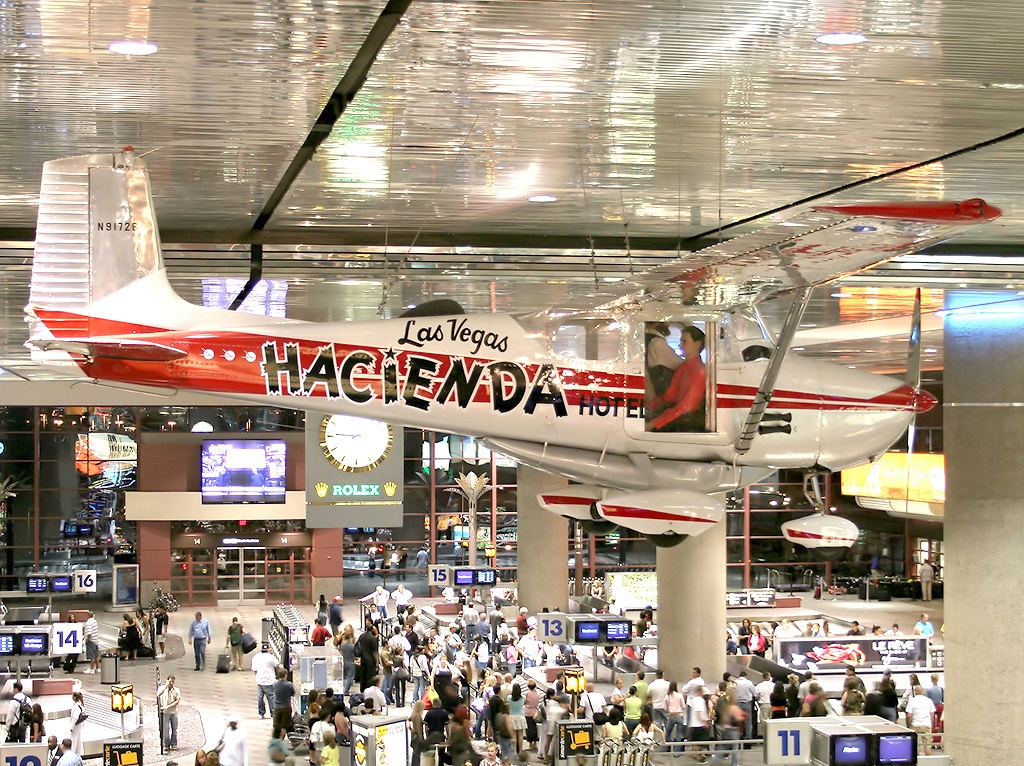
L'avion utilisé pour le record de durée de vol, suspendu à l'Aéroport international McCarran à Las Vegas.
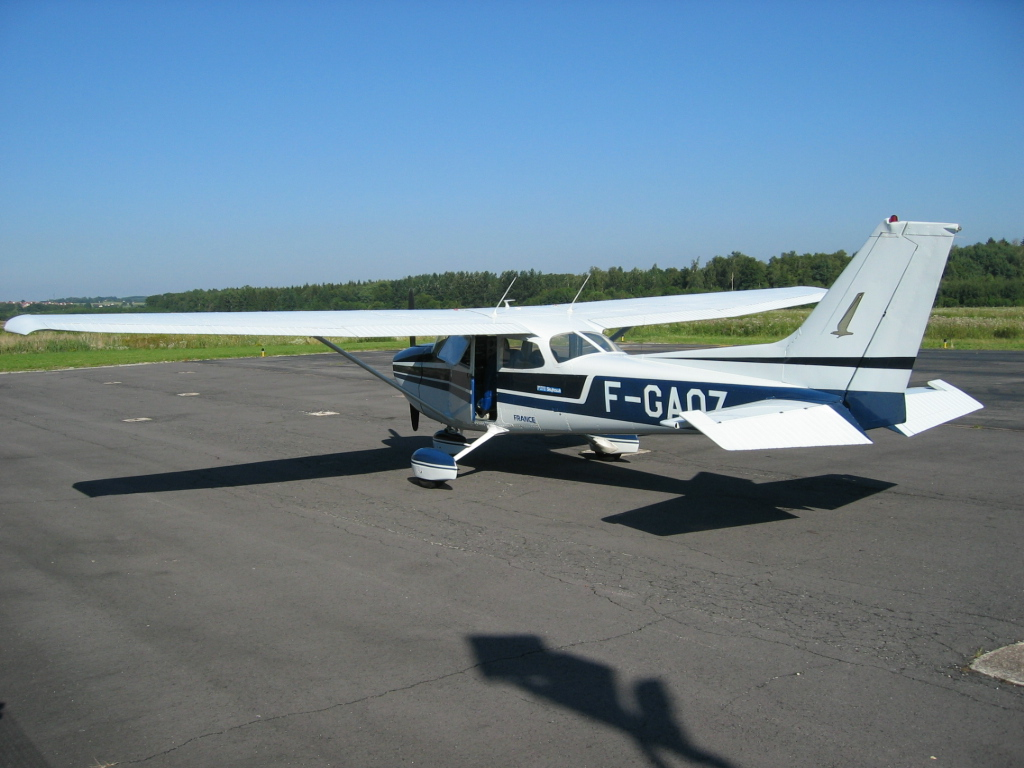
Cessna 172R équipé d'une avionique Garmin 1000.
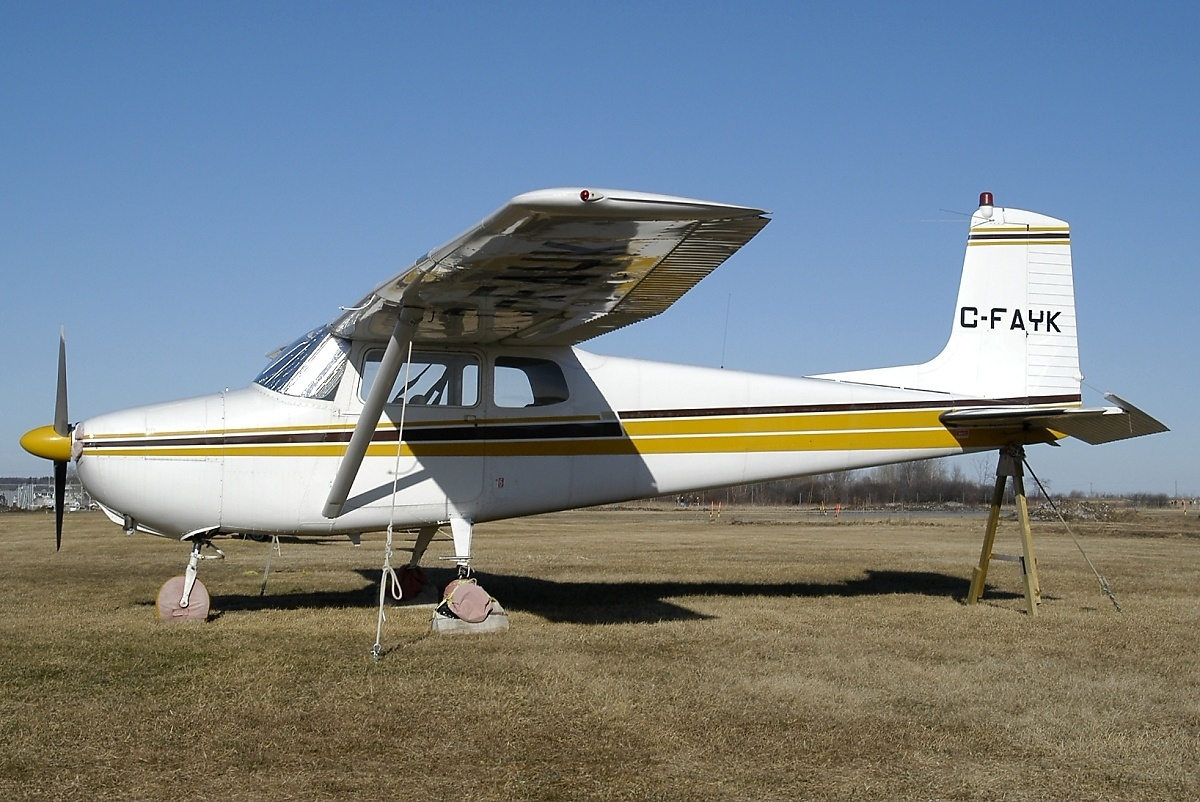
172A
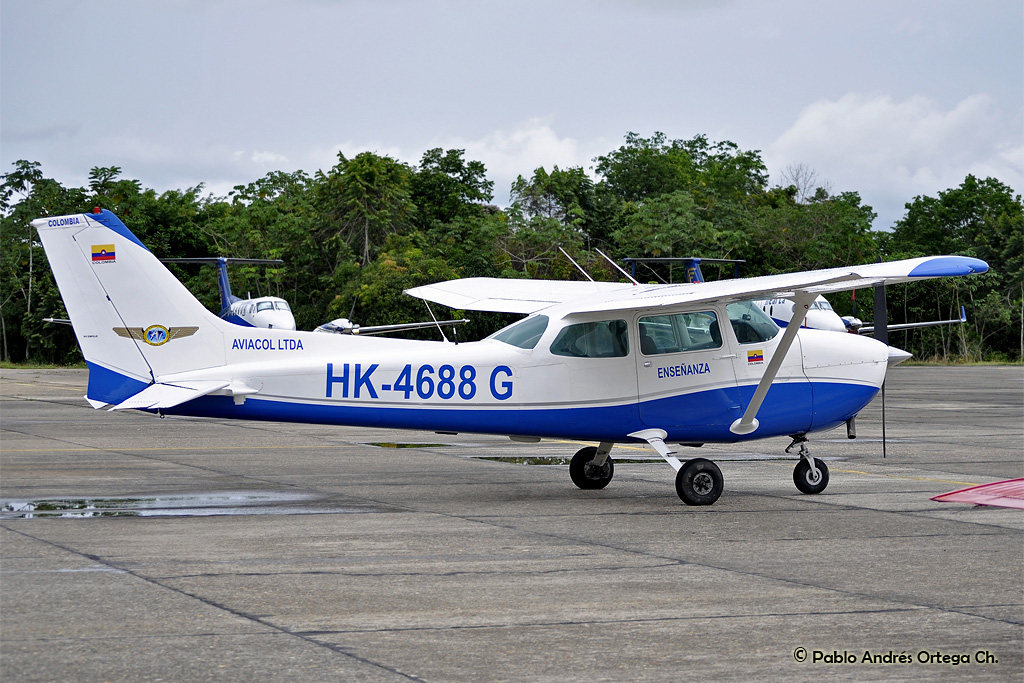
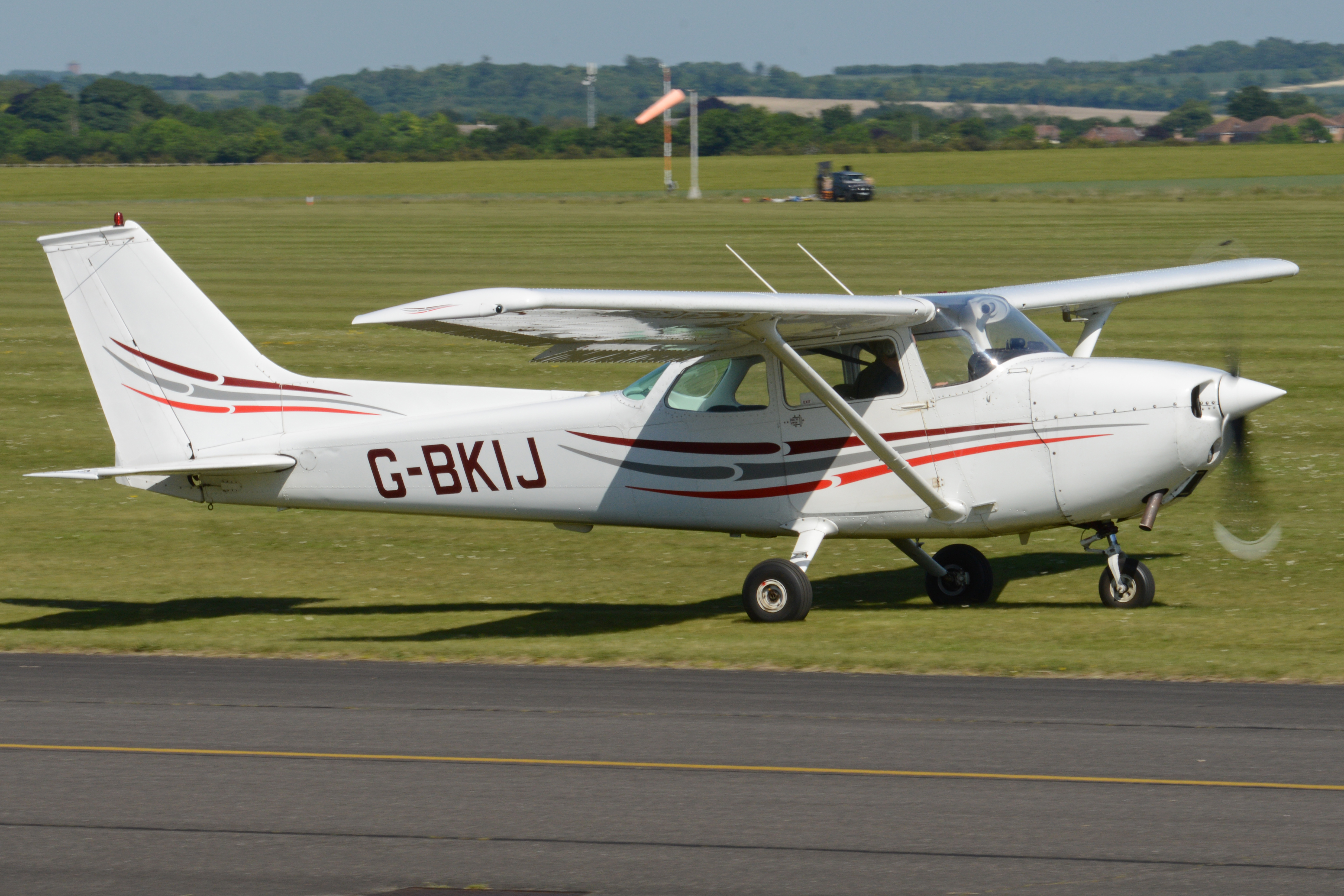
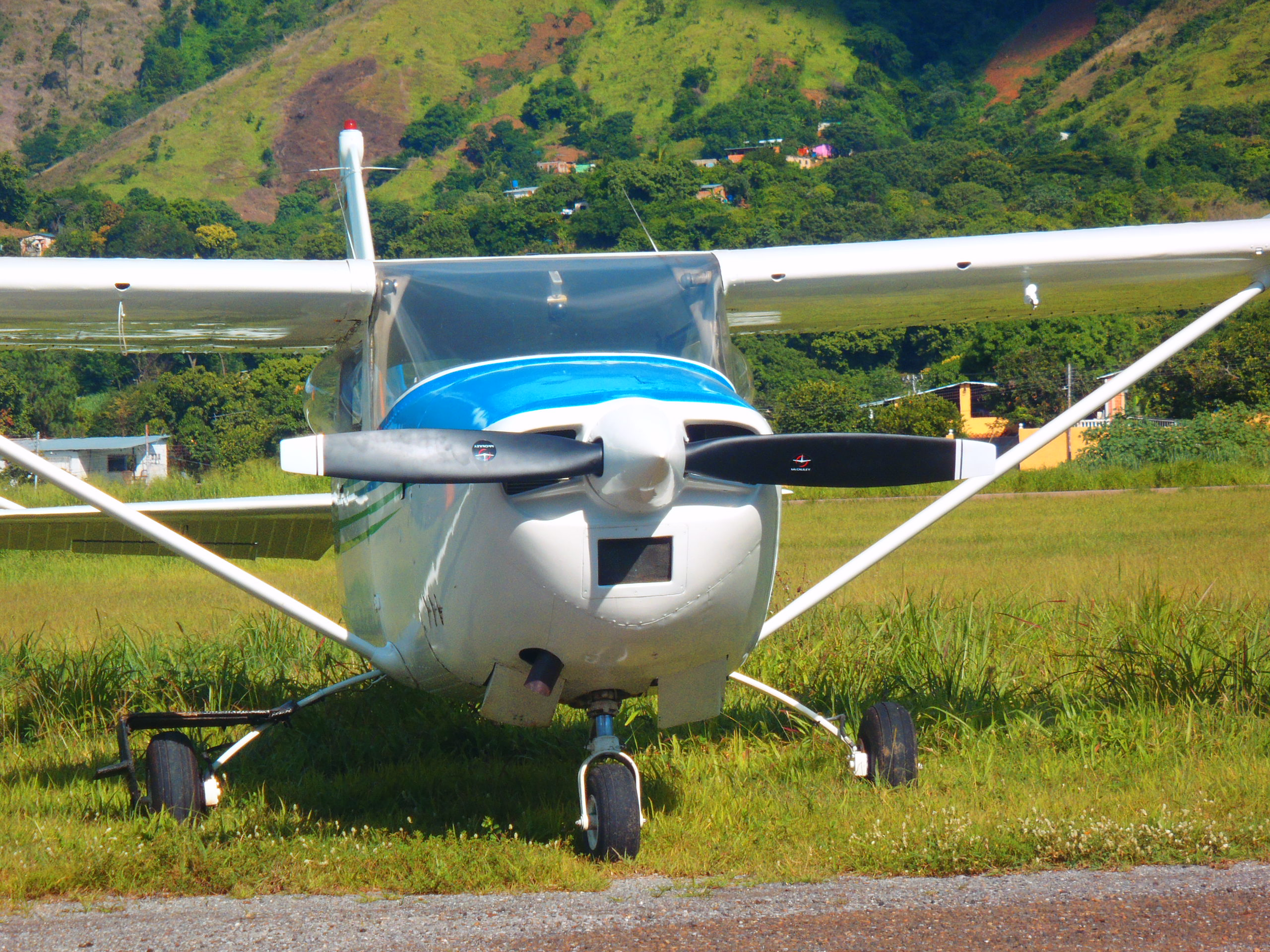
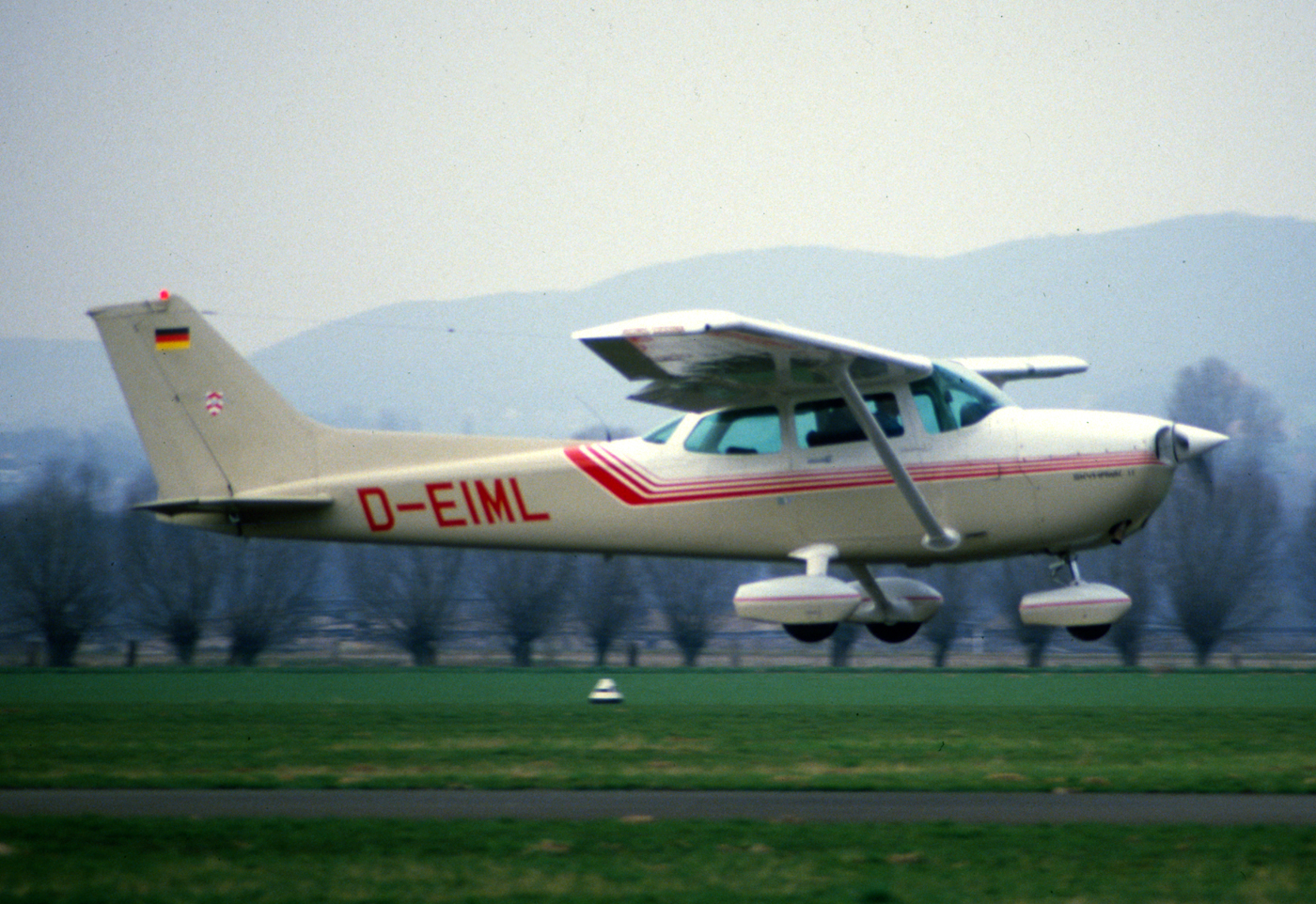
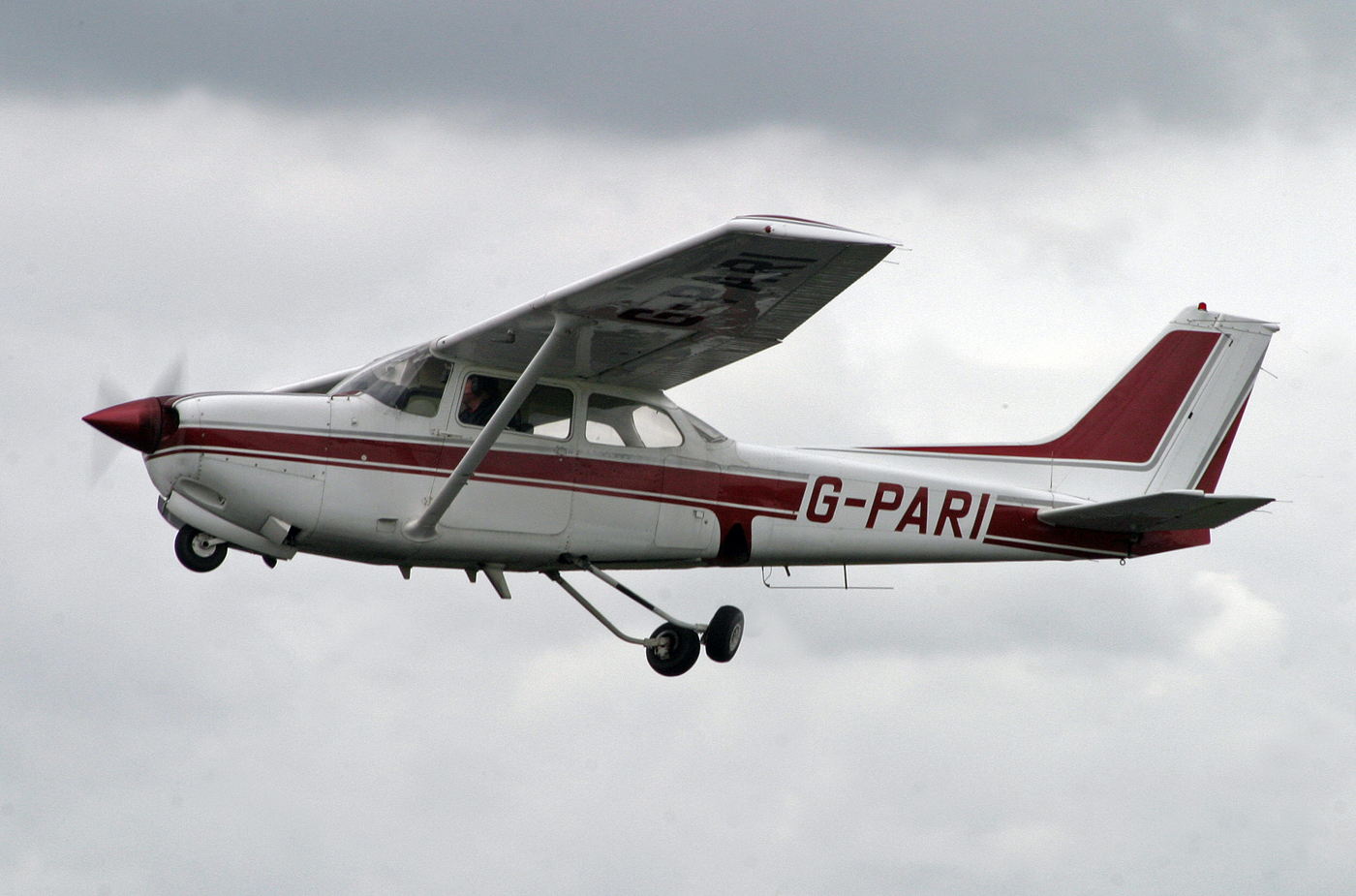
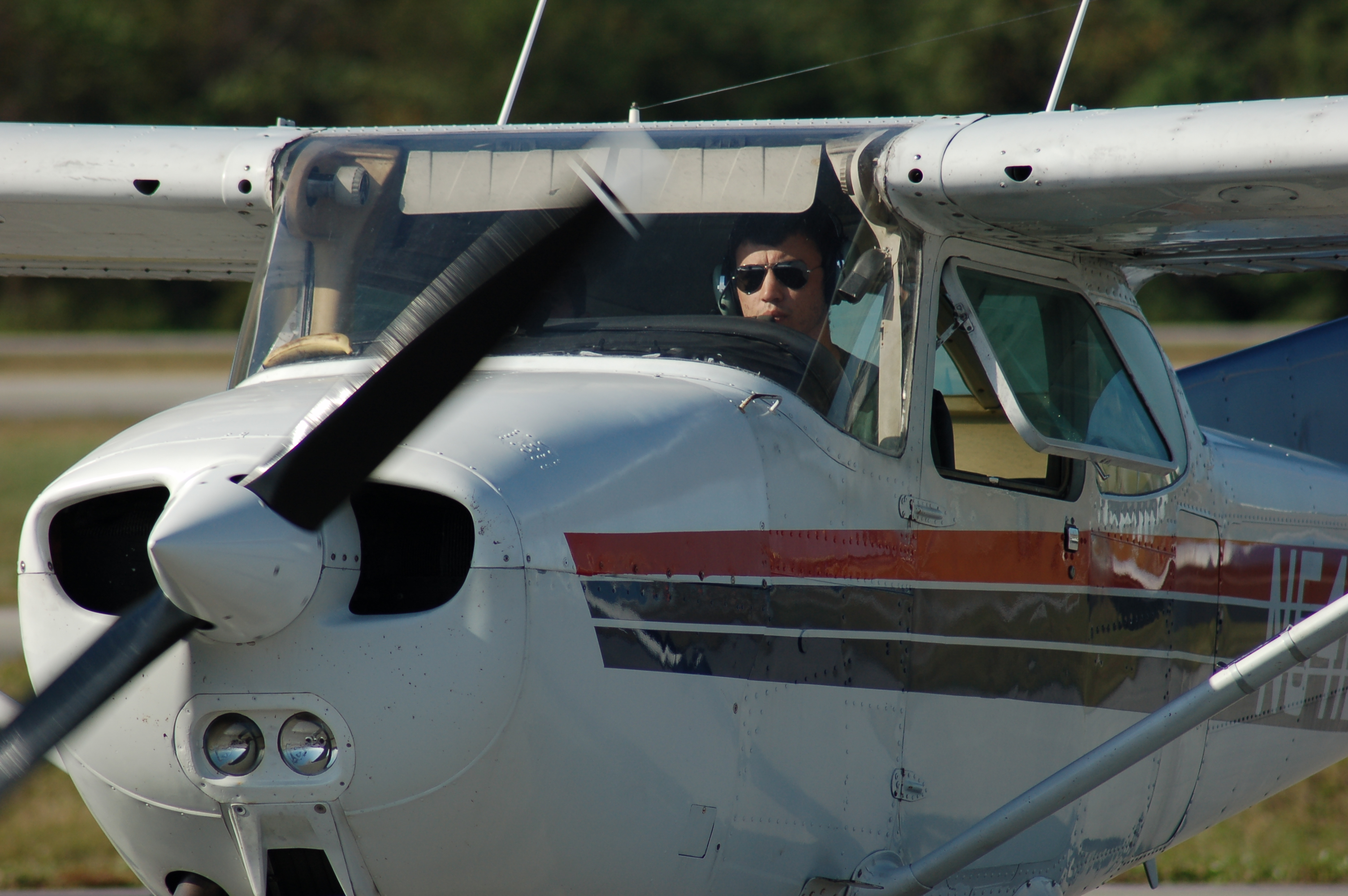
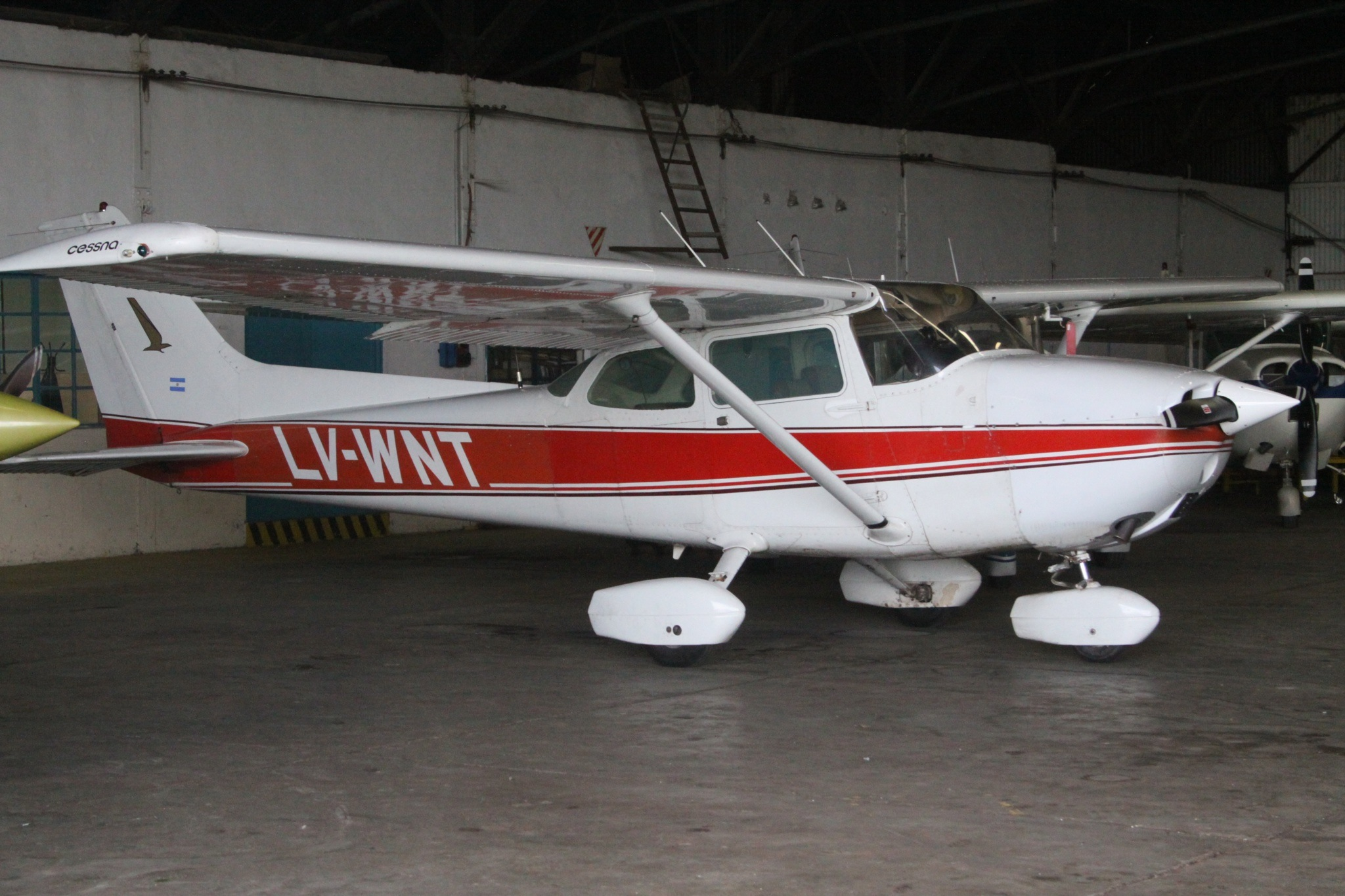
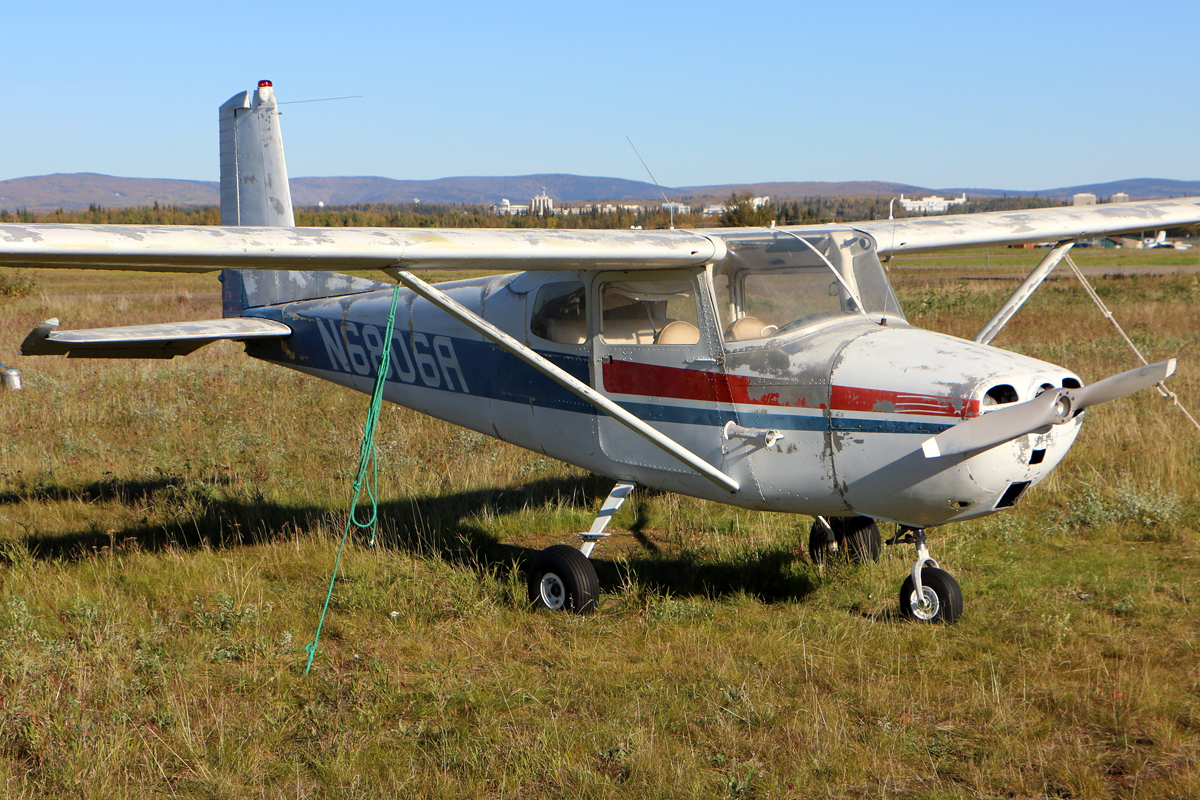
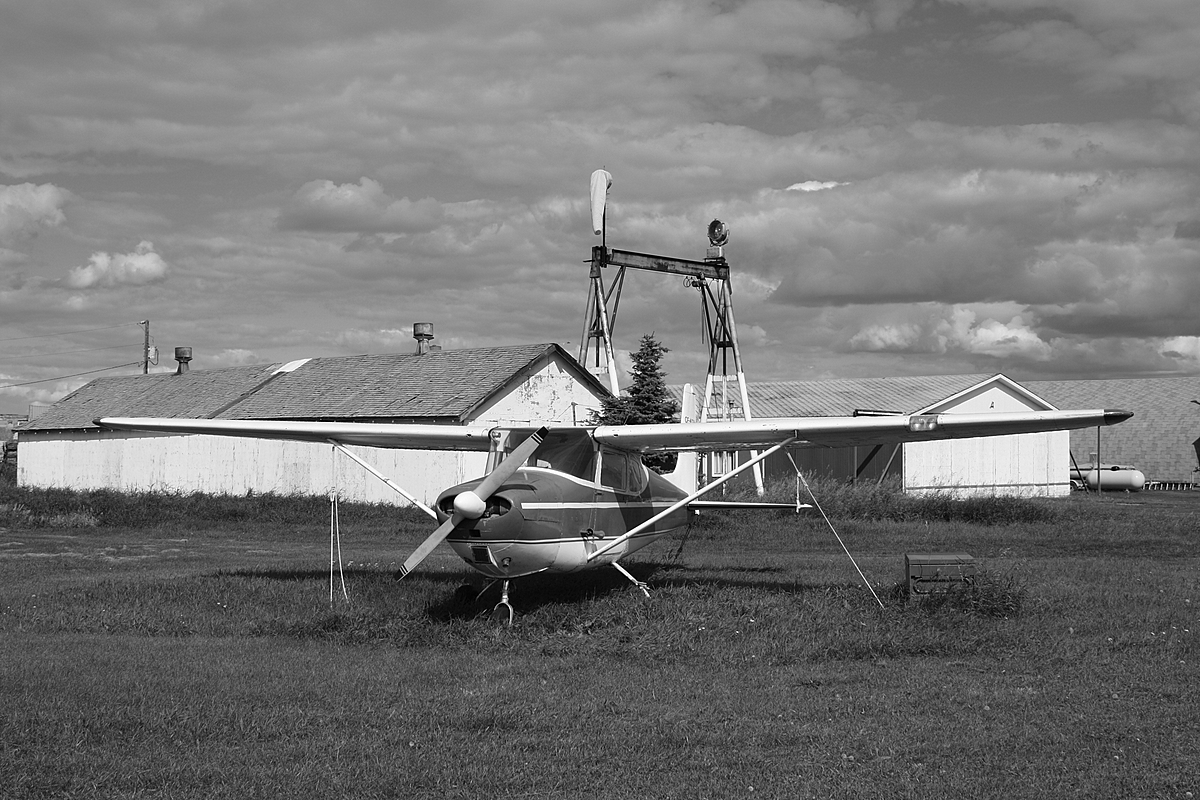